# 5191 Paddack
5191 Paddack è un asteroide della fascia principale. Scoperto nel 1990, presenta un'orbita caratterizzata da un semiasse maggiore pari a 3,0088459 UA e da un'eccentricità di 0,1149411, inclinata di 9,03776° rispetto all'eclittica.